# Alessandro Specchi
Alessandro Specchi (* 9. Juni 1666 in Rom; † 16. November 1729 ebenda) war ein römischer Architekt und Grafiker.

## Leben
Specchi war Schüler von Carlo Fontana. Das wichtigste Bauwerk, das Specchi in den Jahren 1703 bis 1705 in Rom errichtete, war der Hafen an der Ripetta. Von diesem Hauptwerk ist nichts erhalten geblieben, da es zu Beginn des 20. Jahrhunderts im Zuge der Befestigung des Tiberufers abgerissen wurde. An seiner Stelle steht heute das Museum der Ara Pacis. Aus Stichen Giovanni Piranesis und Giuseppe Vasis sowie der Dokumentation, die er selbst hinterließ, wissen wir jedoch, wie dieser Hafen damals aussah.
Im Wesentlichen hatte die Hafenanlage die Gestalt einer Treppe mit der Kirche San Girolamo dei Croati als wichtigstem Bezugspunkt. Für den Bau des Hafens wurden damals auch Steinblöcke benutzt, die bei einem Erdbeben im Jahre 1703 vom Kolosseum herabgefallen waren. Auch für den Wettbewerb um den Bau der Spanischen Treppe hatte Specchi einen Entwurf eingereicht, der sich jedoch nicht gegen denjenigen seines Konkurrenten Francesco De Sanctis durchsetzen konnte.
Specchis Karriere endete 1725 mit dem Einsturz des Portikus von San Paolo fuori le mura und dem folgenden Ausschluss aus der Accademia di San Luca.

Giuseppe Vasi:
Der Ripetta-Hafen

## Weitere Werke
- Palazzo Roccagiovine (Palazzo Pighini zur Zeit von Specchi) an der Piazza Farnese,
- Palazzo de Carolis (Banca di Roma, Via del Corso),
- Erweiterung des Palazzo Del Drago (Le quattro Fontane)
- Stallungen auf dem Quirinal
- Palazzo Marucelli (Via dei Condotti).